# KEGG
KEGG (s polnim nazivom Kjotska enciklopedija genov in genomov) je enciklopedija genov in genomov, ki so jo leta 1995 ustvarili japonski raziskovalci iz Kjota. Vzdržuje jo Laboratorij prof. Minoru Kanehisa (Kanehisa Laboratories), ki deluje v okviru Inštituta za raziskave v kemiji (Institute for chemical research) Univerze v Kjotu. Pri razvoju KEGG so sodelovali tudi raziskovalci iz Centra za bioinformatiko (deluje v okviru Inštituta za raziskave v kemiji, Univerza v Kjotu) in sodelavci iz Centra za človeški genom (Human Genome Center, deluje v okviru Inštituta za medicinsko znanost (Institute of Medical Science), Univerza v Tokiu).

## Podatkovne baze
KEGG sestavlja devet podatkovnih baz:
- KEGG Pathway: zbirka ročno narisanih presnovnih poti.[2]
- KEGG Brite: opis povezav v bioloških sistemih.[3]
- KEGG Module: združevanje spojin, procesov, itd. v zaključene celote.[4]
- KEGG Disease: zbirka, kjer so opisane človeške bolezni.[5]
- KEGG Drug: zbirka, ki vsebuje informacije o zdravilih.[6]
- KEGG Orthology: ročno vpisane ortologne skupine.[7]
- KEGG Genome: zbirka znanih genomov organizmov in virusov.[8]
- KEGG Genes: katalog genov, ki se pojavljajo v popolnoma poznanih genomih.[9]
- KEGG Ligand: zbirka kemijskih spojin, ki sodelujejo pri bioloških procesih.[10]

Navedene podatkovne baze so podprte z orodji za analizo, ki omogočajo iskanje podobnosti med zaporedji DNK v genih, risanje povezav med presnovnimi potmi ter spojinami, ki sodelujejo v njih, itd.